# Эпиклеса
См. также: Эпиклеза
Эпикле́са (др.-греч. ἐπίκλησις, «прозвище, наименование») — постоянный эпитет, священное прозвище богов.
В период античности термин эпиклеса относился к эпитету или культовому имени божества, которое указывало на особые свойства или аспекты божества. Эпиклесы могли указывать на местные особенности культа. Например, Зевс и Гефест в святилище на горе Этна носили эпиклесу «Этнийские». Если святилище находилось в горах, божество часто носило эпиклесу «Акрайа». Передача аспектов первоначально местного божества одному из олимпийских богов также могла быть отражена в эпиклесах. Например, считается, что культ Артемиды Ортии образовался в результате слияния культа Артемиды с культом местной спартанской богини Ортии.
В эллинистический период эпиклесы стали получать монархи в рамках культа правителя. Первым из диадохов эпиклесу получил Антигон Монофтальм вместе со своим сыном Деметрием. Они получили эпиклесу Сотер («спаситель, избавитель») от жителей Афин за освобождение от тирании Деметрия Фалерского. Вскоре эпиклесы стали получать и другие диадохи.